# Yardena Arazi
Yardena Arazi (25. rujna 1951.) je izraelska pjevačica koja je 1970-ih bila članica vokalnog tria Chocolat, Menta, Mastik s Leom Lupatin i Ruti Holtzman. Zajedno su predstavljale Izrael na Euroviziji 1976. s pjesmom "Emor Shalom". Osvojile su šesto mjesto.
31. ožujka 1979. je vodila Euroviziju. Godine 1988. je ponovno nastupala na Euroviziji u Dublinu s pjesmom "Ben Adam" i završila sedma.